# Nit (jednostka)
Nit (nt) – przestarzała, nienależąca do układu SI jednostka luminancji. Nazwa pochodzi od łac. nitere – błyszczeć, lśnić.
1 nit to luminacja o wartości 1 kandeli na metr kwadratowy:
{\displaystyle 1\ \mathrm {nt} ={\frac {1\ \mathrm {cd} }{1\ \mathrm {m} ^{2}}}.}